# Kuva-yi Inzibatiye

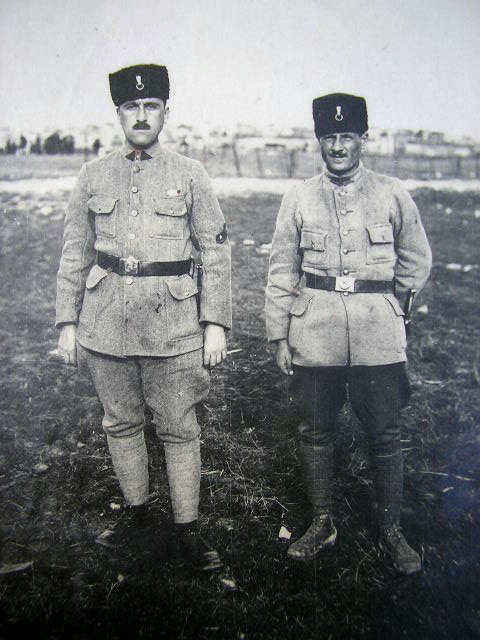
Soldați ai Armatei Califatului

Kuvâ-Yi İnzibâtiye (în limba turcă: قوای انضباطیه, „Forța de Ordine”; cunoscută și ca Hilafet Ordusu,  „Armata Califatului”) a fost o unitate armată fondată pe 18 aprilie 1920 de către guvernul Imperiului Otomanh având ca scop declarat lupta împotriva naționaliștilor turci, apărută după înfrângerea imperiului în timpul Primului Război Mondial. Această armată a fost comandată de Süleyman Șefik Pașa.

## Înființare și acțiuni militare
Ministrul de război ottoman Șevket Süleyman Pașa a primit din partea sultanului ordinul să creeze o miliție care să lupte pentru exterminarea naționaliștilor. Monarhul otoman a considerat potrivit să nu mai pună accentul pe poziția sa de sultan ci mai degrabă pe calitatea spirituală și veșnic de calif, aceasta putând fi o soluție mai bună pentru influențarea turcilor. Kuvâ-i İnzibâtiyye a fost sprijinită la început de britanici., activitatea acestor trupe neregulate fiind considerată în favoarea Londrei. Sultanul a început o campaniei de propagandă în favoarea războiului cu naționaliștii, sprijinit fiind de britanici. Chemările sale, repetate de clerici în fața credincioșilor, îi îndemna pe turci să ia armele în mâini oamenilor generalului Kemal, care erau caracterizați drept inamici ai lui Alah. 
Între Armata Califatului și trupele revoluționarilor turci au izbucnit lupte și ambele tabere s-au dedat la violențe împotriva civililor bănuiți că i-ar sprijini pe adversari. Kuvâ-i İnzibâtiyye a înregistrat progrese rapide, până acolo încât să amenințe Ankara, unde se afla sediul Marii Adunări Naționale, organul legislativ al revoluționarilor turci. Un număr mare de soldați naționaliști a dezertat în această campanie, alăturându-se Armatei Califatului, iar generalului  Kazım Karabekir a început să îi fie tot mai greu să își țină sub control trupele. 
Poziția generalului Mustafa Kemal și a susținătorilor săi s-a schimbat radical după ce guvernul sultanului a semnat tratatul de la Sèvres, care oficializa împărțirea Imperiului Otoman între puterile învingătoare. Mustafa Kemal și guvernul lui au trimis generalilor instrucțiuni pentru organizarea apărării patriei, iar influența de care se bucurase sultanul în rândurile turcilor de rând a dispărut rapid. Armata Califatului s-a dezintegrat rapid, iar soldații ei au trecut de partea naționaliștilor. După numai o săptămână, mai exista doar o unitate activă a Kuvâ-i İnzibâtiyye, și anume cea care asigura protecția garnizoanei britanice din Izmit. 

## Dizolvarea
Înfrângerea Armatei Califatului, care poate fi interpretat ca un semn al sfârșitului influenței spirituale și politice a sultanului asupra supușilor săi, a pus căpăt unui război fraticid și a fost semnalul delanșării războiului pentru restabilirea independenței Turciei. 